# Alpaida niveosigillata
Alpaida niveosigillata este o specie de păianjeni din genul Alpaida, familia Araneidae. A fost descrisă pentru prima dată de Mello-leitao, 1941. Conform Catalogue of Life specia Alpaida niveosigillata nu are subspecii cunoscute.